# Narodni preporod
Narodni preporod, ponekad i narodno buđenje naziv je kojim se u nekim europskim narodima opisuje razdoblje romantičarskog nacionalizma 18. i 19. stoljeća nadahnutog Rousseauom i idejama Johanna Gottfrieda Herdera. Ovi nardoni pokreti bili su pod snažnim utjecajem Francuske revolucije iz 1789., a pravo na samoodređenje i nacionalna svijest postat će glavnim nositeljima njihove borbe. Ovi narodni preporodi za svoj će cilj imati jezično, kulturno i političko osamostaljenje.
Narodni preporod, preporod ili nacionalno buđenje su nazivi za nacionalne, kulturne i političke pokrete koji nastaju u Europi u 19 stoljeću, osobito među narodima pod dominacijom drugih naroda, ili tuđih dinastija i vlasti, te teže političkom ujedinjenju i vlastitoj nacionalnoj državi. Izrazi kao što su preporod ili buđenje sugeriraju "usnulost" naroda u prepoznavanju i iskazivanju vlastitog identiteta, pa su kultura i obrazovanje prvi instrumenti ostvarivanja nacionalnih ciljeva. Te pokrete u pravilu najprije potiču društvene elite, često i plemstvo i svećenstvo, a postupno prerastaju u građanske pokrete te vode stvaranju središnjih nacionalnih kulturnih ustanova, političkih stranaka, oblikovanju današnjih nacionalnih individualiteta, te samih suvremenih država. 

## Narodni preporodi u Austro-Ugarskoj
Na narodne preporode unutar Austro-Ugarske Monarhije osobito je djelovao pritisak njemačkog nacionalizma. Tako su se, kao odgovor na pokušaje germanizacije pojavili:
- mađarski politički i kulturni preporod
- češki narodni preporod
- slovensko narodno buđenje

Kao odgovor na pojačanu mađarizaciju pojavili su se:
- slovački narodni preporod
- hrvatski narodni preporod i ilirski pokret (također i protiv germanizacije)

U drugim krajevima Europe pojavili su se:
- bugarski narodni preporod
- estonsko doba buđenja
- finski narodni preporod
- letonsko narodno buđenje
- katalonski preporod